# Metoiker
Metoiker (grekiska metoikoi, egentligen utvandrare, nybyggare) eller skyddsborgare kallades i det antika Grekland främlingar, som var fast bosatta i en stat utan att där äga medborgarrätt. Förhållandet är bäst känt med avseende på Aten, där metoikerna var ganska talrika och åtnjöt en lagligen skyddad ställning.
Som metoiker inkluderandes även frigivna slavar, av främmande nationalitet bosatta i de grekiska stadsstaterna. 
Genom att betala en avgift, liknande skatt, omfattades metoikerna av lagen och samtidigt de flesta av samhällets plikter, såsom att ge stöd till offentliga medel, finansiera festivaler och militärtjänstgöring. Metoiker fanns i de flesta grekiska stadsstater med undantag av Sparta. I Aten representerade de en tredjedel av den fria befolkningen. De bäst kända beskrivningarna om metoiker kommer från 400-talet f.Kr. i Aten. Metoiker kunde i Aten, enligt lag från 451 f.Kr., inte erhålla fullt medborgarskap och hade därigenom inte heller rösträtt eller rätt att köpa eller inneha fast egendom. I regel måste varje husfader bland metoikerna erlägga en årlig skyddsavgift (metoikion) av 12 drachmer samt ställa sig under speciellt skydd av någon medborgare i Aten, som i egenskap av prostates (patronus) iklädde sig ett visst ansvar för metoikens uppförande och vid behov förde hans talan. Metoikerna var i likhet med statens borgare skyldiga till krigstjänst och utgörande av skatt. De fick i regel inte besitta fast egendom eller föra talan inför rådet och folkförsamlingen. Däremot
fick de ostört idka varje slags näringsfång.
Termen metoiker började förlora sin distinkta legala särskillnad under 300-talet f.Kr., när metoiker fick agera i domstol utan sin prostates och kom till ett definitivt slut under den hellenistiska eran då handel med medborgarskap blev vanligt.
Exempel på kända metoiker i antika Grekland var Aristoteles, Aspasia, Diogenes och Protagoras.